# Tétrahydruroborate de sodium
Le tétrahydruroborate de sodium, aussi appelé borohydrure de sodium, est un composé chimique constitué d'atomes de bore, de sodium et d'hydrogène. Sa formule brute est NaBH4.
C'est un agent réducteur utilisé notamment dans l'industrie pharmaceutique en tant que source d'hydrures H−. C'est un solide blanc, souvent rencontré sous forme de poudre.

## Synthèse
Le borohydrure de sodium est synthétisé industriellement selon la méthode Schlesinger: l'hydrure de sodium est traité avec du borate de triméthyle à 250-270 °C:
B(OCH3)3 + 4 NaH → NaBH4 + 3 NaOCH3
Le borohydrure de sodium est l'hydrure réducteur le plus synthétisé. Le borohydrure de sodium peut également être synthétisé en faisant réagir de l'hydrure de sodium, NaH sur du verre borosilicaté en poudre.

## Réactivité
Le borohydrure de sodium absorbe l'humidité de l'air (il est hygroscopique). Il réagit de façon relativement modérée avec l'eau et dégage lentement du dihydrogène, un gaz inflammable/explosif. Selon la classification européenne des produits chimiques, il est néanmoins enregistré avec la phrase de risque R14 "réagit violemment au contact de l'eau".
Le produit se décompose à plus de 400 °C sans fondre.
Le borohydrure de sodium permet de réduire un aldéhyde ou une cétone en alcool.

## Pile à combustible
Le borohydrure de sodium est aussi utilisé dans les systèmes expérimentaux de pile à combustible comme un moyen de stocker l'hydrogène. C'est écologique car il se dégrade en sel inerte quand il est relâché dans l'environnement[réf. nécessaire].